# رولاند ژاکوبی
رولاند ژاکوبی (انگلیسی: Roland Jacobi؛ ۹ مارس ۱۸۹۳ – ۲۲ مه ۱۹۵۱) یک بازیکن تنیس روی میز اهل مجارستان بود.
وی در مسابقات کشوری و بین‌المللی در مجموع برنده ۴ مدال طلا، ۱ مدال نقره، ۱ مدال برنز شده‌است.